# Katharina Morel
Katharina Morel (Luzern, 23 mei 1790 - aldaar, 7 maart 1876) was een Zwitserse onderneemster en hotelierster uit het kanton Luzern.

## Biografie
Katharina Morel was een dochter van Franz Kaufmann, een cafébaas. Ze huwde in 1806 met zadelmaker Heinrich Peyer en een tweede maal in 1837 met lakenhandelaar Joseph Morel. Na haar schooltijd bij de ursulinen ging ze als twaalfjarige aan de slag in een hotel.
Van 1810 tot 1813 volgde ze haar eerste echtgenoot naar Frankrijk, waar die in militaire dienst was, en later van 1815 tot 1821 naar Nederland. Ze stond er in voor de voedselbevoorrading van de militairen. Ze volgde haar echtgenoot en het Franse leger van 1812 tot 1813 tijdens de veldtocht van Napoleon naar Rusland. In haar dagboeken en correspondentie scheef ze daarbij over de beproevingen die ze tijdens deze veldtocht heeft doorgemaakt.
Van 1822 tot 1837 baatte ze samen met haar eerste echtgenoot diverse hotels uit. Van 1837 tot 1844 vervolgens baatte ze met haar tweede echtgenoot een lakenwinkel uit. Nadat ze in 1846 weduwe was geworden, nam ze de leiding over verscheidene grote hotels van de familie von Segesser, zoals het Grand Hotel Schweizerhof et het Hotel National in Luzern.
Morel was politiek betrokken bij de zgn. Pfefferfrauen, die in de periode 1844-1845 de liberale vrijscharen van Jakob Robert Steiger steunden.